# Yusuke Inuzuka
Yusuke Inuzuka (født 13. december 1983) er en tidligere japansk fodboldspiller.
Han har spillet for flere forskellige klubber i sin karriere, herunder Júbilo Iwata.